# Šentvid pri Lukovici
Šentvid pri Lukovici je naselje v Občini Lukovica. Ima trgovino, cerkev sv. Vida, kulturni dom in v nekdanji šoli knjižnico.

## Gospodarstvo v preteklosti
Vas je imela mlin, strojarno kož, mlekarno in kmetijsko posestvo z velikim hlevom.